# Премія «Прометей»
Премія «Прометей» (англ. The Prometheus Award) — щорічна премія, яку вручає Лібертаріанське футуристичне товариство (англ. Libertarian Futurist Society) за вільнодумну (лібертаріанську) фантастику творам, де присутнє «дослідження можливостей вільного майбутнього, боротьба за права людини (включаючи особисту й економічну свободу), драматизація вічного конфлікту між індивідуумами й урядом, критичний аналіз трагічних наслідків зловживання владою». Премія заснована 1979 Лестером Смітом), регулярні вручення почалися 1982.
Премію вручають у трьох категоріях:
- Найкращий роман (англ. Best novel);
- Зала слави (англ. Hall of Fame);
- Спеціальна премія (англ. Special Award) (вручають не щороку)

Приз — золота монета як символ вільної торгівлі, встановлена на гравірованій меморіальній підставці. Пол Вілсон, перший лауреат премії, отримав монету вартістю в 2,5 тисяч доларів. З 1982 маса золотої монети становила половину унції (приблизно 15 грам) для категорії «найкращий роман» і восьма частина унції (приблизно 4 грами) для «Залу слави». Починаючи з 2001 маса монети для категорії «найкращий роман» становить одну унцію (31 грам).
У 1979 році переможців оголосили 6 вересня під час Національного з'їзду лібертаріанської партії (англ. Libertarian Party National Convention), що проходив у Лос-Анджелесі. У 1982 році переможців оголосили 4 вересня під час 40-го Всесвітнього з'їзду (англ. Chicon lV), що проходив у Чикаго. Роман «The Stone Canal» Кеана Маклауда в розширеній версії для неамериканського видання нагороджений у категорії «Зала слави».

## Лауреати
| Рік  | Лауреат                                      | Лауреат мовою оригіналу                     | Назва роману                   | Назва роману мовою оригіналу | Переклад українською           | Видавництво           |
| ---- | -------------------------------------------- | ------------------------------------------- | ------------------------------ | ---------------------------- | ------------------------------ | --------------------- |
| 1979 | Ф. Пол Вілсон                                | F. Paul Wilson                              | «Колеса в колесах»             | Wheels Within Wheels         | —                              | Doubleday             |
| 1982 | Лестер Ніл Сміт                              | L. Neil Smith                               | «Ймовірність проколу»          | The Probability Broach       | —                              | Del Rey               |
| 1983 | Джеймс П. Хоґан                              | James P. Hogan                              | «Подорож з минулого року»      | Voyage from Yesteryear       | —                              | Doubleday             |
| 1984 | Дж. Ніл Шульман                              | J. Neil Schulman                            | «Веселка Каденци»              | The Rainbow Cadenza          | —                              | Simon & Schuster      |
| 1986 | Віктор Мілан                                 | Victor Milán                                | «Кібернетичний самурай»        | The Cybernetic Samurai       | —                              | Arbor House           |
| 1987 | Вернор Вінжі                                 | Vernor Vinge                                | «Покинуті в реальному часі»    | Marooned in Realtime         | —                              | Baen                  |
| 1988 | Віктор Коман                                 | Віктор Коман                                | «Контракт Єгови»               | The Jehovah Contract         | —                              | Franklin Watts        |
| 1989 | Бред Ліневівер                               | Brad Linaweaver                             | «Крижаний місяць»              | Moon of Ice                  | —                              | Arbor House           |
| 1990 | Віктор Коман                                 | Victor Koman                                | «Кинджал Соломона»             | Solomon's Knife              | —                              | Franklin Watts        |
| 1991 | Майкл Ф. Флінн                               | Michael F. Flynn                            | «У країні сліпих»              | In the Country of the Blind  | —                              | Baen                  |
| 1992 | Ларрі Нівен, Майкл Ф. Флінн , Джеррі Пурнелл | Larry Niven, Michael Flynn, Jerry Pournelle | «Впалі янголи»                 | Fallen Angels                | —                              | Baen                  |
| 1993 | Джеймс П. Хоґан                              | James P. Hogan                              | «Множинна людина»              | The Multiplex Man            | —                              | Bantam Spectra        |
| 1994 | Лестер Ніл Сміт                              | L. Neil Smith                               | «Палац»                        | Pallas                       | —                              | Tor                   |
| 1995 | Пол Андерсон                                 | Poul Anderson                               | «Зорі вимагають вогню»         | The Stars Are Also Fire      | —                              | Tor                   |
| 1996 | Кен Маклауд                                  | Ken MacLeod                                 | «Зоряна фракція»               | The Star Fraction            | —                              | Legend                |
| 1997 | Віктор Коман                                 | Victor Koman                                | «Королі високого фронтіру»     | Kings of the High Frontier   | —                              | Final Frontier Books  |
| 1998 | Кен Мак-Лауд                                 | Ken MacLeod                                 | «Кам'яний канал»               | The Stone Canal              | —                              | Tor                   |
| 1999 | Джон Варлі                                   | John Varley                                 | «Золотий глобус»               | The Golden Globe             | —                              | Ace                   |
| 2000 | Вернор Вінжі                                 | Vernor Vinge                                | «Глибина у небі»               | A Deepness in the Sky        | —                              | Tor                   |
| 2001 | Лестер Ніл Сміт                              | L. Neil Smith                               | «Кузня старійшин»              | The Forge of the Elders      | —                              | Baen                  |
| 2002 | Дональд Кінґсбері                            | Donald Kingsbury                            | «Психоісторична криза»         |                              | —                              | Tor                   |
| 2003 | Террі Пратчетт                               | Terry Pratchett                             | «Нічна варта»                  | Night Watch                  | ?                              | Doubleday             |
| 2004 | Ф. Пол Вілсон                                | F. Paul Wilson                              | «Сими»                         | Sims                         | —                              | Forge                 |
| 2005 | Ніл Стівенсон                                | Neal Stephenson                             | «Система світу»                | The System of the World      | —                              | William Morrow        |
| 2006 | Кен Маклауд                                  | Ken MacLeod                                 | «Вивчаючи світ»                | Learning the World           | —                              | Tor                   |
| 2007 | Чарльз Штросс                                | Charles Stross                              | «Скляний будинок»              | Glasshouse                   | —                              | Ace                   |
| 2008 | Гаррі Тьортлдав                              | Harry Turtledove                            | «Гладіатор»                    | The Gladiator                | —                              | Tor                   |
| 2008 | Джо Волтон                                   | Jo Walton                                   | «Йогопенні»                    | Ha'penny                     | —                              | Tor                   |
| 2009 | Корі Докторов                                | Cory Doctorow                               | «Менший брат»                  | Little Brother               | —                              | Tor                   |
| 2010 | Дані, Ітан Коллін                            | Dani Kollin, Eytan Kollin                   | «Неприєднаний»                 | The Unincorporated Man       | —                              | Tor                   |
| 2011 | Сара Гойт                                    | Sarah Hoyt                                  | «Злодії темного корабля»       | Darkship Thieves             | —                              | Baen                  |
| 2012 | Ернест Клайн                                 | Ernest Cline                                | «Першому гравцю приготуватися» | Ready Player One             | «Першому гравцю приготуватися» | Crown                 |
| 2012 | Делія Шерман                                 | Delia Sherman                               | «Лабіринт свободи»             | The Freedom Maze             | —                              | Big Mouth House       |
| 2013 | Корі Докторов                                | Cory Doctorow                               | «Піратський кінотеатр»         | Pirate Cinema                | —                              | Tor Teen              |
| 2014 | Корі Докторов                                | Cory Doctorow                               | «Батьківщина»                  | Homeland                     | —                              | Tor Teen              |
| 2014 | Рамез Наам                                   | Ramez Naam                                  | «Узи»                          | Nexus                        | —                              | Angry Robot           |
| 2015 | Даніель Суарез                               | Daniel Suarez                               | «Гирло»                        | Influx                       | —                              | Dutton                |
| 2016 | Ніл Стівенсон                                | Neal Stephenson                             | «Сімєв»                        | Seveneves                    | «Сімміс»                       | William Morrow        |
| 2017 | Йоганна Сінісало                             | Johanna Sinisalo                            | «Не перед заходом Сонця»       |                              | —                              | Grove                 |
| 2018 | Тревіс Коркоренen                            | Travis Corcoran                             | «Паузи між хвилями»            | The Powers of the Earth      | —                              | Morlock Publishing    |
| 2019 | Тревіс Коркоренen                            | Travis Corcoran                             | «Причини для бунту»            | Causes of Separation         | —                              | Morlock Publishing    |
| 2020 | Керолайн Черрі, Джейн Сюзанн Фанчер          | C. J. Cherryh, Jane S. Fancher              |                                | Alliance Rising              | —                              | DAW Books             |
| 2021 | Баррі Брукс Лон'їр                           | Barry B. Longyear                           | «Хук»                          | The Hook                     | —                              | Enchanteds Publishing |
| 2022 | Віл Маккарті                                 | Wil McCarthy                                |                                | Rich Man's Sky               | —                              | Baen Books            |
| 2023 | Дейв Фрір                                    | Dave Freer                                  |                                | Cloud-Castles                | —                              | Magic Isle Press      |
| 2024 | Даніель Суарез                               | Daniel Suarez                               |                                | Critical Mass                | —                              | Dutton                |
| 2025 | Майкл Ф. Флінн                               | Michael F. Flynn                            |                                | In the Belly of the Whale    | —                              | CAEZIK SF & Fantasy   |